# 이예 (1571년)
이예(李䓲, 德水李氏 13世孫) 선조 4년(1571) 신미년 5월 9일 축시 ∼ 인조 9년(1631) 신미년 8월5일. 조선중기 문신. 본관은 덕수. 자는 자흥(子興). 충훈부도사 통훈대부 형조정랑. 증 통정대부 승정원 좌승지. 조부는 덕연부원군 이정(李貞)이며, 충무공 이순신(李舜臣)의 차남이다. 이름은 이예, 이울, 이열이라고도 한다.

## 생애
충훈부도사, 통훈대부 형조정랑을 지내시다. 통정대부 승정원 좌승지에 증직되시다. 
충무공 이순신은 차남 이예(李䓲)의 이름을 고쳐 부른 기록이 남아있다.
```
맑다. 이기남이 와서 봤다. 둘째 아들울(蔚)을 열(悅)로 이름을 고쳤다. '悅' 자는 소리는 '기쁠 열(悅)'과 같으며, 뜻은 "움이 돋아나다. 초목이 무성하게 자란다"는 것으로 매우 좋은 글자이다. 저녁 나절에 강소작이 와 보고서 곡했다. 오후네 시쯤에 비가 뿌렸다. 저녁에 부사가 와서 봤다.
[
1
]
```

인조 9년(1631) 신미년 8월5일 향년 61세로 별세. 배위는 증 숙부인 신창맹씨로 아버지는 판관 맹유길이다. 기일은 4월15일이다.
아들이 없어 충무공 장남 이회(李薈)의 차남이 양자로 입적하여 후사를 이었다.

## 평가
조선왕조실록을 참고하면 충무공 이순신의 차남 이예(李䓲)는 노량해전에서 형인 이회(李薈), 종형제인 이완(李莞)과 대장선에 승선하여 왜적과 전투를 벌였으며 아버지인 충무공 이순신이 『전방급신물언아사(戰方急 愼勿言我死)』를 남기고 전사하자 곁에서 슬퍼하였던 것을 알 수 있는데 이는 충무공 이순신의 자식들과 조카들이 각종 전투에서 함께 하였음을 추정할 수 있게 한다.
```
불의에 진격하여 한참 혈전을 하던 중 순신이 몸소 왜적에게 활을 쏘다가 왜적의 탄환에 가슴을 맞아 선상(船上)에 쓰러지니 순신의 아들이 울려고 하고 군사들은 당황하였다. 이문욱(李文彧)이 곁에 있다가 울음을 멈추게 하고 옷으로 시체를 가려놓은 다음 북을 치며 진격하니 모든 군사들이 순신은 죽지 않았다고 여겨 용기를 내어 공격하였다. 왜적이 마침내 대패하니 사람들은 모두 ‘죽은 순신이 산 왜적을 물리쳤다.’고 하였다.
[
2
]
```

전란이 끝나고 시간이 흐른 뒤 임진왜란, 정묘호란, 인조반정을 경험하였던 당대 원로이자 영의정 이원익과 인조의 대화가 기록되어 있는 승정원 일기에는 충무공 이순신의 차남 이예(李䓲)에 대한 인물 됨이 간략하게 언급되어 있다.
```
이원익이 말하였다. "소신이 보아하니 고 통제사 이순신 같은 사람은 얻기 어렵습니다. 지금에는 이순신 같은 자를 보지 못하였습니다." 상께서 말씀하셨다. "왜란 때에는 오직 이순신 한 사람만이 있었을 따름이다." 이원익이 말하였다. "이순신의 아들 이예(䓲)가 지금 충훈부 도사로 있는데, 그도 얻기 어려운 인물입니다. 왜란 때에 이순신이 죽게 되자 이예가 그를 부둥켜안고 흐느꼈는데, 이순신이 
적과 대치하고 있으니 죽음을 알리지 말라
 운운하였습니다. 그러자 예는 죽음을 알리지 않고 여느 때처럼 전투를 독려하였습니다."
[
3
]
```

## 가족 관계
- 증조부 : 이백록(李百祿), 선교랑 평시서 봉사
- 증조모 : 초계 변씨(草溪卞氏), 변성(卞誠)의 딸
  - 조부 : 증 좌의정 덕연부원군(德淵府院君) 이정(李貞, 1511~1583)
  - 조모 : 증 정경부인 초계 변씨(草溪卞氏, 1515~1597) - 변수림(卞守琳)의 딸
    - 백부 : 이희신(李羲臣, 1535~1587), 증 병조참판
    - 숙부 : 이요신(李堯臣, 1542~1580), 증 호조참판동의금부사
    - 부 : 이순신(李舜臣, 1545~1598), 효충장의적의협력선무공신 덕풍부원군(德豐府院君) 증(贈) 좌의정, 가증(加贈) 영의정, 시호 충무(忠武)
    - 모 : 정경부인 상주 방씨(尙州 方氏; 온양 방씨)
      - 형 : 이회(李薈, 1567~1625) 선무1등공훈, 훈련원 첨정, 증 승정원 좌승지
      - 형수 : 증 숙부인 광산김씨(첨지 중추부사 김정휘의 딸)
      - 본인 : 이예(李䓲, 1571~1631) 형조정랑, 증 승정원 좌승지
      - 부인 : 증 숙부인 신창맹씨(판관 맹유길의 딸)
        - 장남 : 이지석(李之晳, 1612~1679) 生父 이회(李薈)

      - 동생 : 이면(李葂, 1577~1597) 증 이조 참의, 정유재란시 왜군과 교전 중 전사

    - 모 : 해주 오씨(海州吳氏; 해주 오씨) 
      - 동생 : 이훈(李薰, 1574~1624) 무과, 증 병조참의, 이괄의 난 진압 중 전사
      - 제수 : 증 숙부인 순천김씨(김춘여의 딸)
        - 조카 : 이지구(李之龜)

      - 동생 : 이신(李藎, 미상~1627) 무과, 증 병조참의, 정묘호란시 종형제 이완과 함께 전사

    - 숙부 : 이우신(李禹臣, 미상), 참봉

## 문헌
䓲 字子興 一五七一年宣祖辛未五月九日丑時生宣廟朝始仕 光海時棄歸 癸亥改玉初 直拜 忠勲府都事 通訓大夫刑曹正郎 贈通政大夫承政院左承旨 一六三一年仁祖辛未八月五日卒▶墓 山亭里忠武公墓 右麓甲坐 有表右 配贈淑夫人 新昌孟氏 父判官惟吉 祖判官崇善左議政文貞公思 誠六世孫 外祖監察驪興閔叔獻 忌四月十五日▶墓袝 始居溫陽 金谷